# Kopparsmaragd
Kopparsmaragd (Chlorostilbon russatus) är en fågel i familjen kolibrier.

## Utbredning och systematik
Fågelns utbredningsområde är högländer i nordöstra Colombia och allra nordvästligaste Venezuela. Den behandlas som monotypisk, det vill säga att den inte delas in i några underarter.

## Status
IUCN kategoriserar arten som livskraftig.